# Olga (película de 2021)
Olga es una película de drama deportivo suizo-francés-ucraniano dirigida por Elie Grappe. Fue seleccionada como la entrada suiza para participar en la categoría de Mejor Película Internacional en la 94.ª edición de los Premios de la Academia.

## Sinopsis
Mientras está en el exilio en Suiza, una gimnasta ucraniana de 15 años se prepara para el Campeonato de Europa de Gimnasia cuando comienzan las protestas de Euromaidán en Kiev.

## Reparto
- Anastasia Budiashkina como Olga
- Sabrina Rubtsova

## Premios y reconocimientos
- Anastasia Budiashkina fue reconocida con el Premio Aisge a la mejor actriz en el Festival Internacional de Cine de Gijón 2021 FICX59[4]